# Богомолово (Восточно-Казахстанская область)
Богомолово (каз. Богомолово) — упразднённое село в Бородулихинском районе Восточно-Казахстанской области Казахстана. Ликвидировано в 2018 г. Входило в состав Таврического сельского округа. Находится примерно в 39 км к востоку от районного центра, села Бородулиха. Код КАТО — 633885200.

## Население
В 1999 году население села составляло 49 человек (24 мужчины и 25 женщин). По данным переписи 2009 года, в селе проживало 13 человек (7 мужчин и 6 женщин).